# Mugalalli, Bagalkot
Mugalalli là một làng thuộc tehsil Bagalkot, huyện Bagalkot, bang Karnataka, Ấn Độ.